# 中国驻阿尔巴尼亚大使列表
本列表为中華人民共和國驻阿尔巴尼亚历任大使名录。

## 历任中国驻阿尔巴尼亚大使

### 中华人民共和国驻阿尔巴尼亚大使（1954年至今）
1949年11月23日，中华人民共和国与阿尔巴尼亚建交。1954年起，双方互派大使。
| 姓名   | 任命           | 任命           | 到任           | 递交国书       | 免职           | 免职           | 离任          | 外交衔级 | 外交职务     | 备注     |
| 姓名   | 全国人大常委会 | 主席           | 到任           | 递交国书       | 全国人大常委会 | 主席           | 离任          | 外交衔级 | 外交职务     | 备注     |
| ------ | -------------- | -------------- | -------------- | -------------- | -------------- | -------------- | ------------- | -------- | ------------ | -------- |
| 王栋   | 不適用         | 不適用         | 1954年8月16日  |                | 不適用         | 不適用         | 1954年9月17日 | 一等秘书 | 临时代办     | 筹备开馆 |
| 徐以新 | 1954年6月19日  | 1954年5月11日  | 1954年9月17日  | 1954年9月18日  | 1957年3月26日  | 1957年5月9日   | 1957年5月     | 大使     | 特命全权大使 |          |
| 罗士高 | 1957年3月26日  | 1957年5月9日   | 1957年6月      |                | 1964年4月25日  | 1964年8月13日  | 1964年7月2日  | 大使     | 特命全权大使 |          |
| 许建国 | 1964年4月25日  | 1964年8月13日  | 1964年9月3日   | 1964年9月7日   | 1966年9月15日  | 不適用         | 1967年1月3日  | 大使     | 特命全权大使 |          |
| 刘晓   | 1966年9月15日  | 不適用         | 1967年4月5日   | 1967年4月7日   | 不適用         | 不適用         | 1967年9月25日 | 大使     | 特命全权大使 |          |
| 李庭荃 | 不適用         | 不適用         | 1967年9月25日  | 不適用         | 不適用         | 不適用         | 1969年5月16日 | 参赞     | 临时代办     |          |
| 耿飚   | 不適用         | 不適用         | 1969年5月16日  | 1969年5月17日  | 不適用         | 不適用         | 1971年1月     | 大使     | 特命全权大使 |          |
| 刘振华 | 不適用         | 不適用         | 1971年2月17日  | 1971年2月19日  | 1976年12月2日  | 不適用         | 1976年5月29日 | 大使     | 特命全权大使 |          |
| 刘新权 | 1976年12月2日  | 不適用         | 1976年9月24日  | 1976年9月29日  | 1979年2月23日  | 不適用         | 1979年4月     | 大使     | 特命全权大使 |          |
| 温宁   | 1979年2月23日  | 不適用         | 1979年4月19日  | 1979年4月28日  | 1983年6月23日  | 不適用         | 1983年6月     | 大使     | 特命全权大使 |          |
| 郗照明 | 1983年6月23日  | 不適用         | 1983年9月7日   | 1983年9月14日  | 1986年3月19日  | 1986年8月28日  | 1986年7月     | 大使     | 特命全权大使 |          |
| 范承祚 | 1986年3月19日  | 1986年8月28日  | 1986年9月23日  | 1986年9月30日  | 1989年7月6日   | 1989年10月25日 | 1989年10月    | 大使     | 特命全权大使 |          |
| 顾懋萱 | 1989年7月6日   | 1989年10月25日 | 1989年11月     | 1989年11月15日 | 1992年11月7日  | 1993年2月7日   | 1992年11月    | 大使     | 特命全权大使 |          |
| 陶苗发 | 1992年12月28日 | 1993年4月15日  | 1993年5月      | 1993年5月14日  | 1995年12月28日 | 1996年4月4日   | 1996年2月22日 | 大使     | 特命全权大使 |          |
| 马维茂 | 1995年12月28日 | 1996年4月4日   | 1996年3月      | 1996年4月10日  | 1999年8月30日  | 1999年12月8日  | 1999年10月    | 大使     | 特命全权大使 |          |
| 左福荣 | 1999年8月30日  | 1999年12月8日  | 1999年11月     |                | 2001年6月30日  | 2002年1月14日  | 2001年11月    | 大使     | 特命全权大使 |          |
| 田长春 | 2001年6月30日  | 2002年1月14日  | 2001年12月     | 2001年12月21日 | 2007年8月30日  | 2007年12月6日  | 2007年9月     | 大使     | 特命全权大使 |          |
| 王俊岭 | 2007年8月30日  | 2007年12月6日  | 2007年11月14日 | 2007年12月3日  | 2011年8月26日  | 2011年12月20日 | 2011年11月    | 大使     | 特命全权大使 |          |
| 叶皓   | 2011年8月26日  | 2011年12月20日 | 2011年12月10日 | 2011年12月15日 | 2014年11月1日  | 2015年3月19日  | 2015年2月     | 大使     | 特命全权大使 |          |
| 姜瑜   | 2014年11月1日  | 2015年3月19日  | 2015年3月19日  | 2015年4月1日   | 2018年8月31日  | 2019年2月3日   | 2018年12月    | 大使     | 特命全权大使 |          |
| 周鼎   | 2018年8月31日  | 2019年2月3日   | 2019年1月19日  | 2019年1月24日  |                | 2024年1月17日  | 2023年3月     | 大使     | 特命全权大使 |          |
| 庞春雪 |                | 2024年1月17日  | 2024年1月4日   | 2024年1月9日   | 现任           |                |               | 大使     | 特命全权大使 |          |